# Ciclovie della Toscana

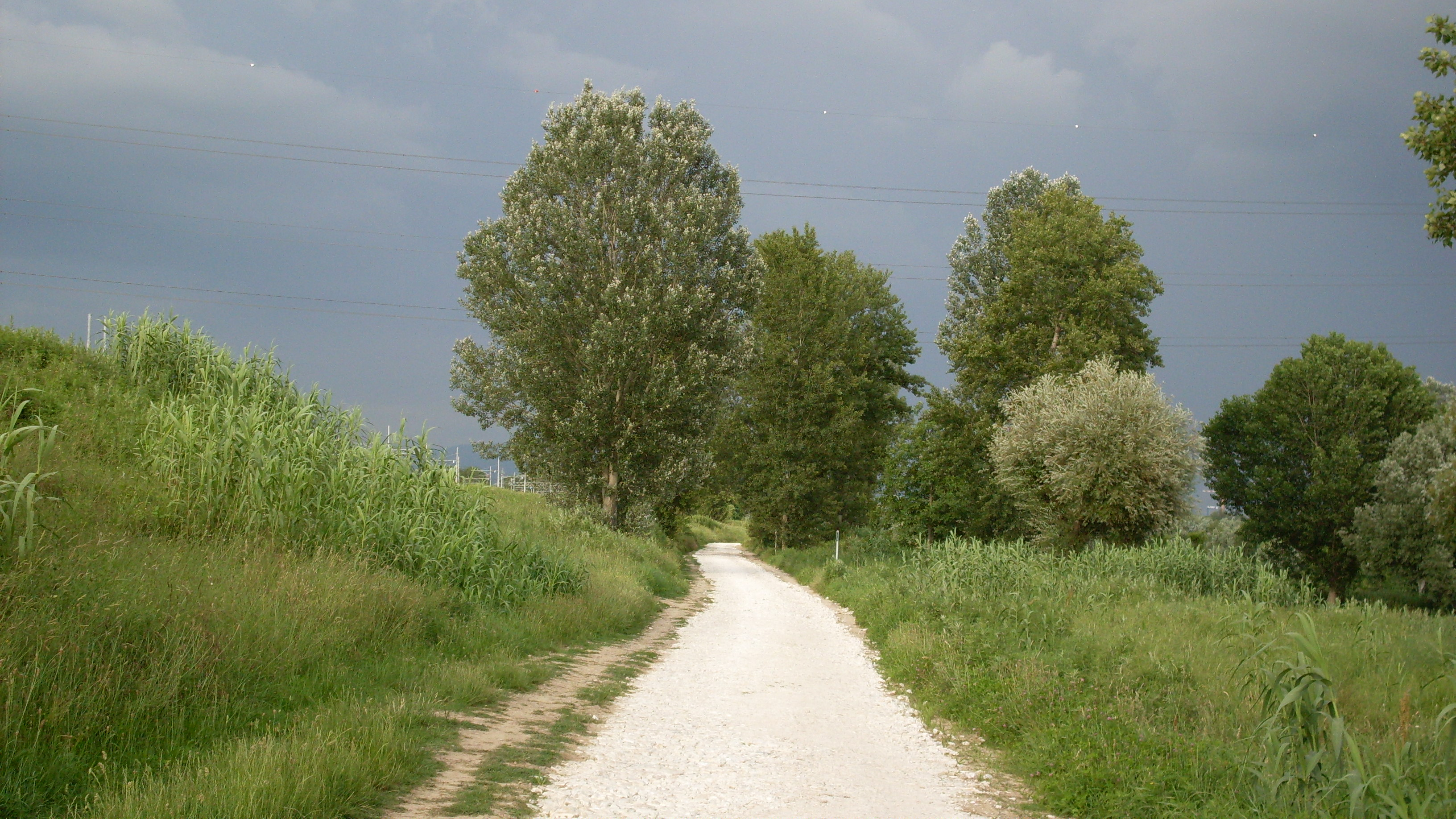
Pista ciclabile sull'Arno

Le ciclovie della Toscana rientrano nel novero di analoghe infrastrutture turistiche e ricreative presenti in varie regioni d'Italia.
La tradizionale vocazione della Toscana per il turismo internazionale, attratto dalle città d'arte, dai paesaggi, dalle coste e dalle risorse naturali, ha  negli ultimi decenni convogliato anche flussi ciclo-turistici verso la regione. Questi flussi hanno avuto caratteri pionieristici, nei numeri lontani da quelli della domanda/offerta cicloturistica di altre regioni d'Italia e d'Europa, ma hanno stimolato gli enti locali a sviluppare le prime infrastrutture dedicate.
Le ciclovie toscane si ispirano ai notissimi percorsi cicloturistici europei, come quelli del Danubio, della Drava o altri in Trentino-Alto Adige ed altre zone del Norditalia, dove, tramite la realizzazione di infrastrutture dedicate e relativi servizi, ricettività ecc. si è stati in grado di attirare flussi cicloturistici con forti ricadute economiche per le zone circostanti.
Manca ad oggi una rete regionale complessiva, di cui rudimenti e frammenti possono essere individuati in alcuni itinerari già presenti e in progetti di completamento. Gli itinerari maggiori, in parte già percorribili ed in grado di prefigurare una rete regionale, sono quelli elencati di seguito.

## Sentiero della bonifica - Val di Chiana
Fa parte del Sistema integrato Ciclopista dell'Arno - Sentiero della Bonifica, inserito nel Piano Regionale Integrato Infrastrutture e Mobilità (PRIIM) della Regione Toscana.
Si tratta di una ciclovia con percorso continuativo più lungo della Toscana, noto come Sentiero della Bonifica, con fondo in terra battuta, per una lunghezza di 62 km fra Arezzo e Chiusi.
Il percorso è ciclo-pedonale, privo di dislivelli e chiuso al traffico motorizzato, ma incrocia strade asfaltate provinciali, con la relativa segnalazione; non è percorribile di notte e in caso di piena.
Si dipana lungo il Canale maestro della Chiana, opera di bonifica del XVI secolo, non attraversa centri abitati, scorrendo nel cuore dei territori etruschi e di paesaggi rinascimentali, laghi, costruzioni storiche ecc. Una possibile deviazione (circa 12 km, parte in salita) permette di raggiungere Cortona. Altre località di interesse toccate o raggiungibili dall'itinerario ciclabile sono Foiano della Chiana, Marciano della Chiana, Montepulciano e Castiglion Fiorentino.
Sono disponibili anche alcuni servizi dedicati come noleggio bici, trasporto bagagli, punti assistenza e strutture turistico-ricettive specializzate lungo il percorso.

## Via Francigena in bicicletta
La Via Francigena in bicicletta, intesa come percorso moderno, ricalca uno dei percorsi medioevali di pellegrinaggio verso Roma chiamati appunto Via Francigena. Proveniente da Canterbury entra in Toscana vicino a Carrara per poi toccare Massa, Pietrasanta, Lucca, San Miniato, San Gimignano, Siena e Buonconvento per poi entrare in Lazio dirigendosi verso Bolsena.
È un itinerario ciclabile turistico che percorre strade minori, anche non asfaltate, non distante dal percorso escursionistico. L'intero percorso toscano è scaricabile come traccia GPS dal sito VisitTuscany
Punti di assistenza e strutture turistico-ricettive specializzate si trovano lungo tutto il percorso.

## Il Senese

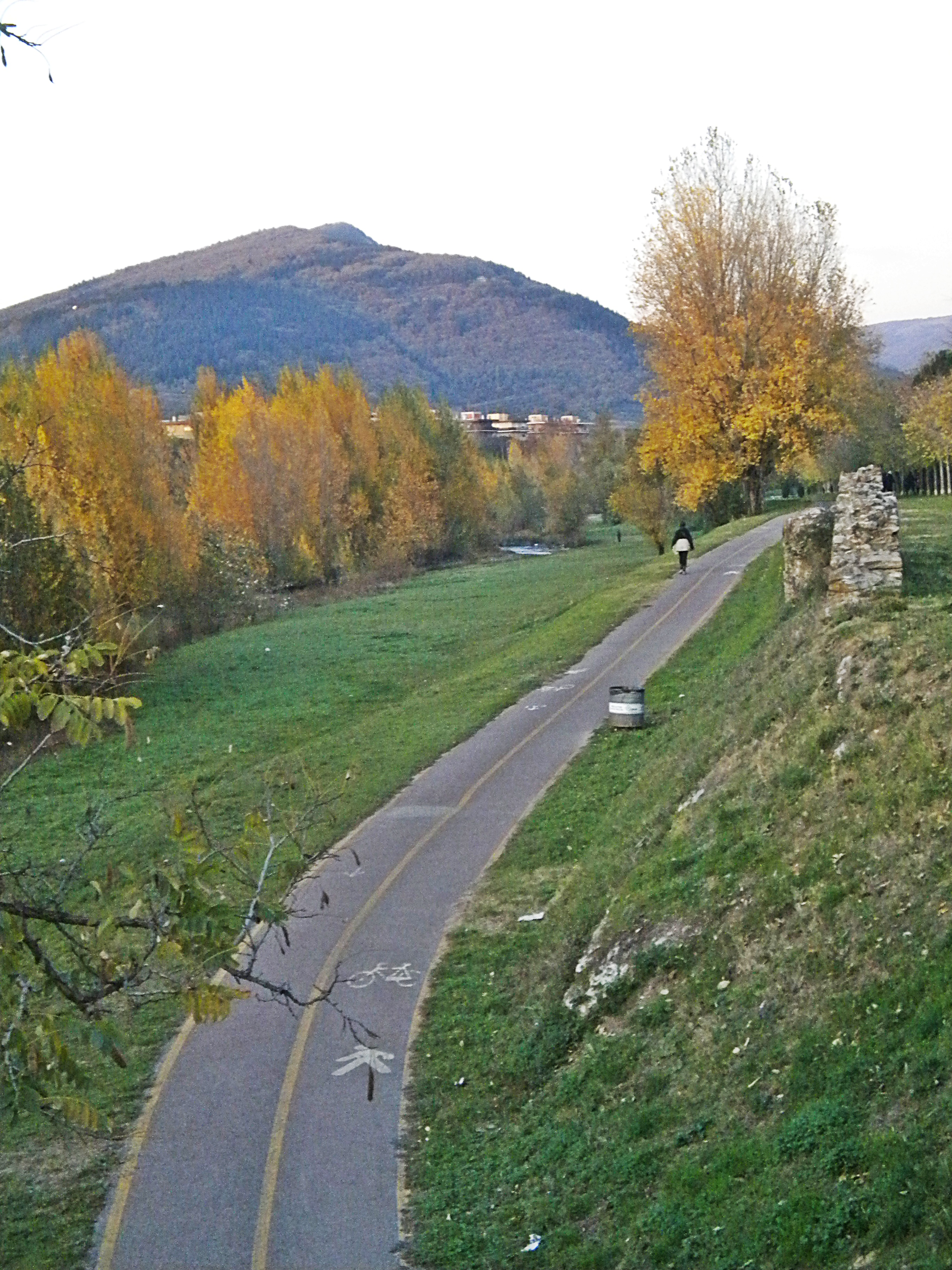
Pista ciclabile a Castellina

I percorsi cicloturistici in provincia di Siena sono in gran parte disegnati su strade della viabilità ordinaria, sia asfaltate sia "bianche", spesso con segnalazione specifica dedicata ai cicloviaggiatori. Vengono sfruttati e valorizzati i circa 400 chilometri di strade con scarso o nullo traffico motorizzato. In pochi casi sono presenti vere e proprie piste ciclabili, cioè infrastrutture chiuse al traffico motorizzato e dedicate al solo transito di biciclette ed in molti casi pedoni.
Dal punto di vista delle infrastrutture e dell'attrattività la quasi totale mancanza di percorsi ciclabili separati dai mezzi motorizzati, e la scarsa chiarezza sull'entità di traffico con cui i cicloturisti si trovano a confrontarsi sui percorsi stradali, limita fortemente la qualità dell'offerta e probabilmente l'entità dei flussi.
Le aree di questo tipo, su cui viene svolta anche una promozione, sono:

### San Gimignano
Un giro di circa 40 km su strade asfaltate, in parte a basso traffico, fra Colle Val d’Elsa e San Gimignano con le note attrattive storico-architettoniche e quelle panoramiche e naturalistiche.

### Val di Merse
Vari itinerari stradali, sia asfaltati che sterrati, di 25–40 km che fanno fulcro sulle località di Chiusdino e Sovicille e la famosa abbazia di San Galgano, con le loro attrattive storico-artistiche, ed altre di tipo naturale e paesaggistico come le Crete e i boschi ed acque della Val di Merse.

### Val d’Elsa
Vari itinerari stradali sia asfaltati che sterrati, fra 12 e 110 km, con alcune pendenze impegnative, si snodano toccando Monteriggioni, Colle di Val d'Elsa, San Gimignano, Casole d'Elsa, Radicondoli, Poggibonsi. Oltre a storia ed architettura paesaggi collinari, montani e fluviali.

### Val d’Orcia
Fra i 25 e gli 80 km, una varietà di itinerari stradali, sia asfaltati che sterrati, alcuni impegnativi, con località di gran nome come Pienza, Montepulciano, Bagno Vignoni, Castiglione d’Orcia. La storia è accessibile a tutti, i panorami richiedono un certo impegno.
Da non perdere d'occhio il Parco Artistico Naturale e Culturale (riconosciuto dall'Unesco).

### Amiata
Piuttosto impegnativi per i dislivelli altimetrici gli itinerari stradali asfaltati e sterrati centrati sulle località di Radicofani, Abbadia San Salvatore, tipicamente di montagna e di boschi. Percorrenze fra 15 e 60 kim circa.

### Val di Chiana
Zona di confine fra la provincia di Siena e la provincia di Arezzo, dove si trova la ciclabile attrezzata del Sentiero della Bonifica (vedi in questa voce). Le località poco note come Torrita di Siena o Sarteano, e altre dai nomi famosi come Montepulciano, Chiusi e San Casciano dei Bagni, sono collegate da itinerari stradali sterrati o asfaltati di varia difficoltà e impegno.

### L'itinerario dell'Eroica
Nato con la nota manifestazione "L'Eroica", dedicata al ciclismo “storico”, è oggi un percorso permanente e segnalato, percorribile anche al di fuori dell'evento, che si snoda nel Chianti e in Val d'Orcia e tocca le Crete.

### Chianti
Presenta numerosi itinerari fra i 25 e 100 km, con dislivelli che variano fra i 400 e 1200 metri, che ruotano intorno alle località di Castelnuovo Berardenga, Gaiole, Radda e Castellina in Chianti. I percorsi sono tutti stradali, sia asfaltati che su strade "bianche", con la presenza di una vera e propria pista ciclabile nel territorio di Castellina.

## Ciclovia dell'Arno

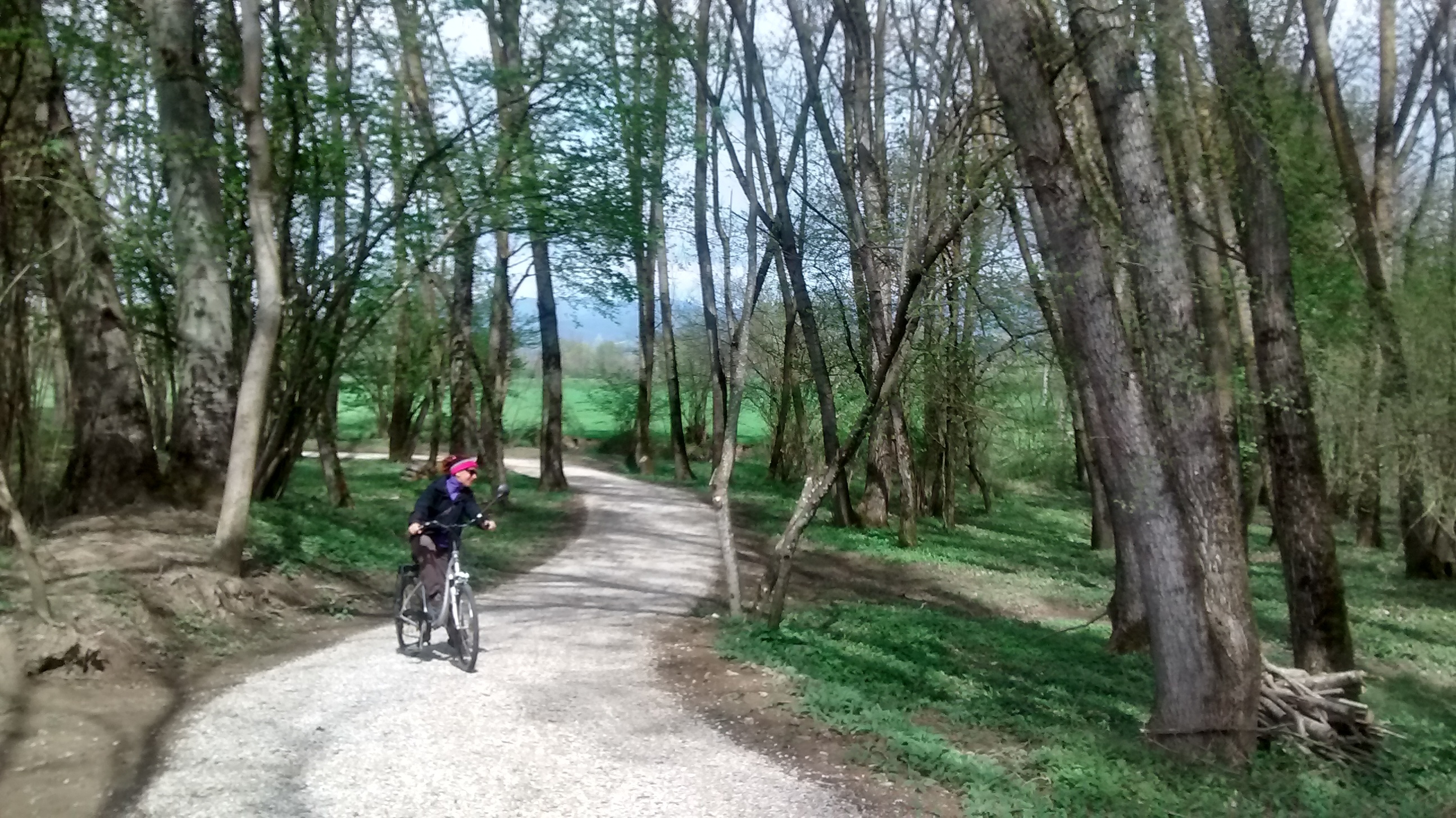
Pista ciclabile dell'Arno in Casentino presso le Macee

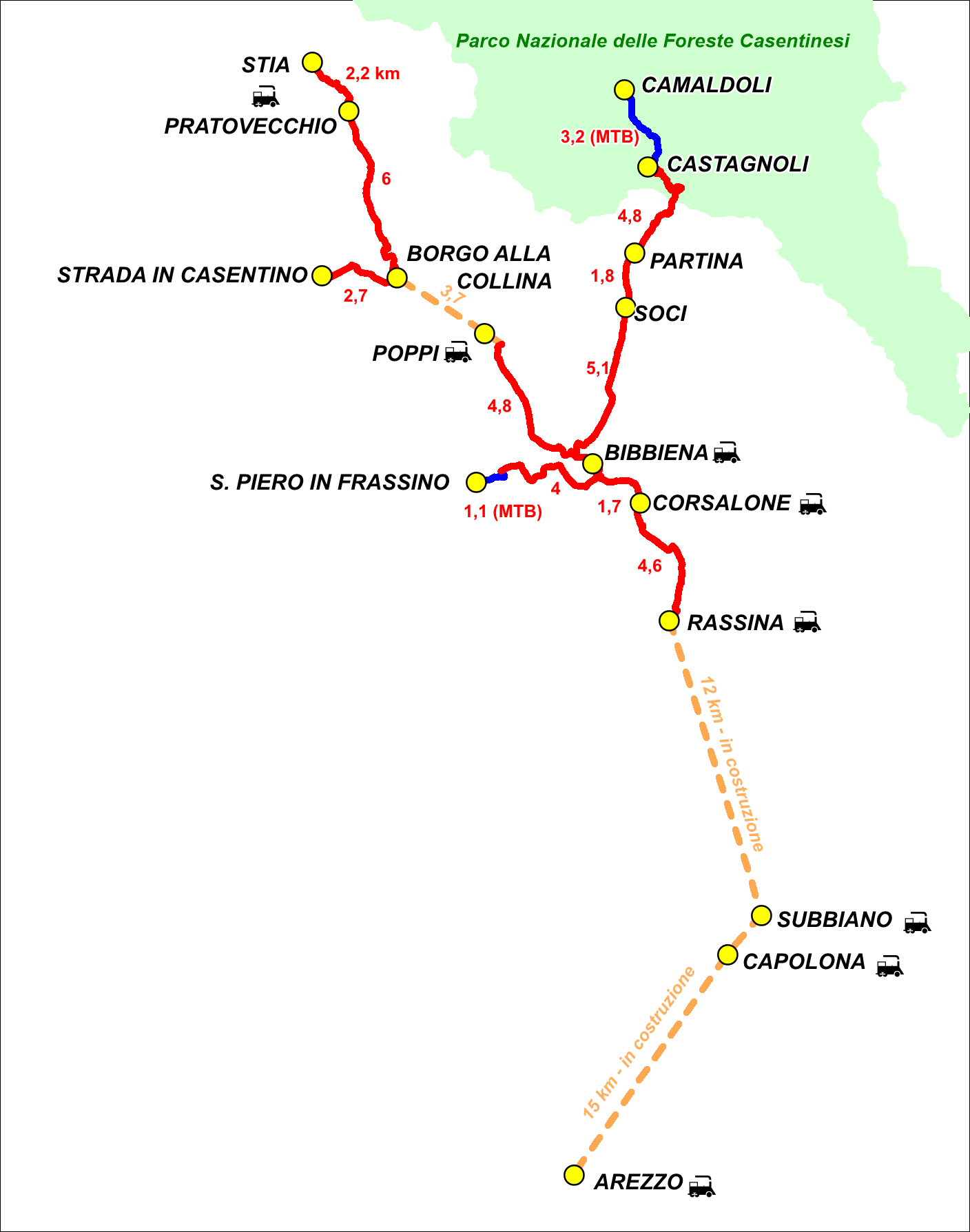
Schema delle piste ciclabili del Casentino con distanze chilometriche e stazioni ferroviarie

La ciclovia dell'Arno è un percorso per una lunghezza totale di circa 270 km dalle sorgenti del fiume alla foce, si snoda nelle province di Arezzo, Firenze  e Pisa, e si interseca con vari percorsi nazionali ed internazionali, fra cui il più rilevante è la ciclopista del Sole, coincidente con EuroVelo EV7
Essa è già percorribile per vari tratti realizzati in riva destra e in riva sinistra, mentre un progetto complessivo per l'intero percorso, che ricongiunga l'esistente e dia continuità e completezza, è stato oggetto di vari studi e consulenze a stadi preliminari, di fattibilità o rilevazione e ricognizione, finanziati dalla Regione Toscana.
Fra i tratti già realizzati più noti e frequentati troviamo per es. quello dei Renai e quello di Rovezzano, l'uno a valle l'altro a monte di Firenze. Inoltre sono ciclabili con vario grado di separazione e protezione dal traffico buona parte dei lungarni nelle aree urbane di Firenze (su ambedue le rive), quelli di Pisa e di altri in centri di medie e piccole dimensioni dislocati sul fiume.
La ciclovia dell'Arno al suo stato attuale (largamente incompleto) risulta essere un misto di tratti prettamente paesaggistici e turistici ed altri invece in ambito urbano, destinati a spostamenti quotidiani, su grandi direttrici di traffico, di solito poco attraenti sotto l'aspetto ricreativo.
Il primo segmento di percorso, Casentino e Valdarno si caratterizza per grandi attrattive naturali e paesaggistiche. Firenze e Pisa portano invece i cicloviaggiatori direttamente nel cuore delle città d'arte fra le più famose del mondo.

### Casentino
Nel Casentino, la valle che ospita le sorgenti dell'Arno, sono stati già realizzati circa 40 km di pista ciclabile:
- il tratto da Stia fino a Strada in Casentino (11 km)
- il tratto da Poppi a Bibbiena (5 km)
- il tratto da Bibbiena fino a Rassina (5 km)
- diramazione lungo il torrente Archiano da Bibbiena fino a Pàrtina (7 km, pista intitolata a Buonconte da Montefeltro) e successivi 8 km fino a Camaldoli nel Parco Nazionale delle Foreste Casentinesi (adatti prevalentemente alle MTB).
- diramazione lungo il torrente Teggina dalle Macee (presso Bibbiena) fino a San Piero in Frassino (3 km, denominata le vie del Castagno).
- Sono in fase di progettazione i rimanenti 27 km da Rassina a Ponte a Buriano e da Strada a Poppi (5 km).

## Maremma
La Maremma con il suo capoluogo Grosseto e vari centri soprattutto costieri sono dotati di numerose piste ciclabili o ciclopedonali vere e proprie (cioè non utilizzano viabilità ordinaria, aperta ai mezzi motorizzati), prevalentemente su lunghezze che al massimo superano di poco i 10 km, fra località di villeggiatura e verso spiagge o pinete. Ad esse vanno ad aggiungersi alcuni percorsi più prettamente cicloturistici.

### Alberese-Marina di Alberese-Bocca d'Ombrone

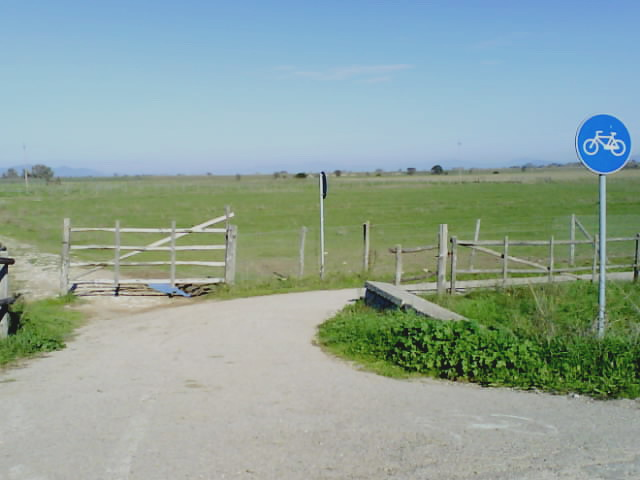
La Pista Ciclabile Alberese-Marina di Alberese-Bocca d'Ombrone in località La Spergolaia

La pista ciclabile Alberese-Marina di Alberese-Bocca d'Ombrone è una pista ciclabile asfaltata che si sviluppa nel comune di Grosseto, all'interno del parco naturale della Maremma. Il suo completamento è stato ultimato tra il 2007 e il 2008.
Il tracciato, interamente pianeggiante, ha inizio dalla frazione di Alberese, presso il nuovo centro visite del parco, da dove si dirige inizialmente verso nord-ovest, parallelamente all'antico tracciato della Via Aurelia. Prima di raggiungere la località di Spergolaia di Alberese, la ciclopista diverge dal vecchio tracciato dell'antica via consolare curvando prima verso ovest e poi verso sud-ovest, trovandosi in seguito parallela al tratto di strada che da Spergolaia di Alberese si dirige verso il mare.
Da questo punto, il tracciato della ciclopista segue quasi l'andamento della strada, che attraversa due volte a raso in appositi passaggi segnalati prima di iniziare a percorrere il lungo tratto della pineta Granducale. Dopo alcuni chilometri percorsi all'ombra del sottobosco, la pista si biforca ad alcune centinaia di metri dal mare: il tracciato principale termina in prossimità della spiaggia, mentre la biforcazione piega verso ovest, attraversando subito a raso la strada, per raggiungere la località di Bocca d'Ombrone. Mentre il tratto che raggiunge il mare è di fruizione e passaggio libero, la biforcazione che si dirige verso la foce del fiume Ombrone coincide con un tratto dell'itinerario A7 del parco naturale della Maremma, e può essere percorso soltanto dopo aver acquistato il biglietto per il suddetto itinerario.
La lunghezza del tratto tra Alberese e il mare è di 10 chilometri, mentre la biforcazione per Bocca d'Ombrone misura un chilometro e mezzo circa.

### Grosseto-Ponte Tura
La pista ciclabile Grosseto-Ponte Tura è una pista ciclabile su ghiaia che si sviluppa per circa 5 chilometri lungo un tratto del fiume Ombrone, in prossimità della città di Grosseto.
Il percorso è di tipo promiscuo ciclopedonale ed ha inizio sull'argine settentrionale destro del fiume Ombrone, raggiungibile da via dei Barberi. Da questo punto il tracciato si articola lungo il suddetto argine fluviale dirigendosi a monte verso est/nord-est, nel cuore del parco fluviale cittadino del fiume Ombrone.
La pista ciclopedonale termina presso il ponte Tura, dove si trova la diga della Steccaia, entrambi fondamentali opere di bonifica della piana.
Diversi punti del percorso si caratterizzano per la presenza della tipica vegetazione fluviale che sembra contrastare con la vegetazione prevalentemente diffusa nella Maremma grossetana.

### Marina di Grosseto-Castiglione della Pescaia

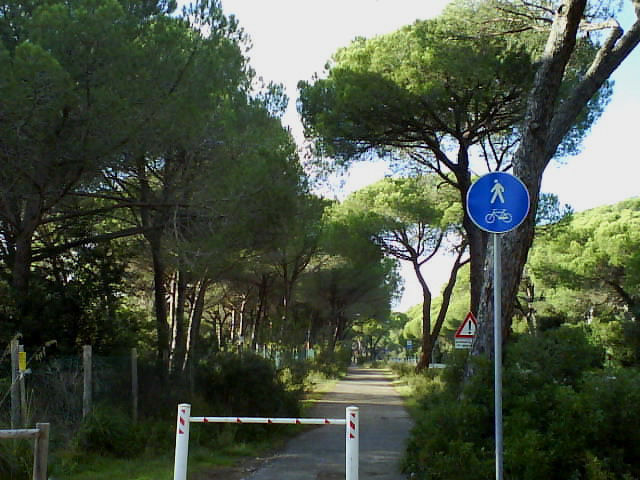
Tratto della Pista ciclabile Marina di Grosseto-Castiglione della Pescaia in località Le Marze

La pista ciclabile Marina di Grosseto-Castiglione della Pescaia è una pista ciclabile extraurbana asfaltata che collega Marina di Grosseto a Castiglione della Pescaia, attraversando parte del territorio comunale di Grosseto oltre a quello castiglionese.
Il percorso, interamente pianeggiante e di tipo promiscuo ciclopedonale, ha inizio dall'estremità settentrionale di Marina di Grosseto, in località Fiumara, da dove è raggiungibile attraverso la viabilità urbana della frazione. La pista ciclopedonale si dirige quindi verso nord-ovest attraversando l'intero tratto settentrionale della pineta del Tombolo, con andamento parallelo rispetto al corrispondente tratto dell'ex strada statale 322 delle Collacchie (attuale strada provinciale n. 158).
Il tracciato, ben ombreggiato anche nelle ore centrali della giornata durante il periodo estivo, costeggia parte dell'oasi di San Felice presso Le Marze, raggiungendo infine, dopo quasi 10 chilometri totali, la parte meridionale dell'abitato di Castiglione della Pescaia, a sud dell'ultimo tratto del fiume Bruna, da dove si raccorda nella viabilità urbana castiglionese.

### Piste ciclabili della Costa d'Argento

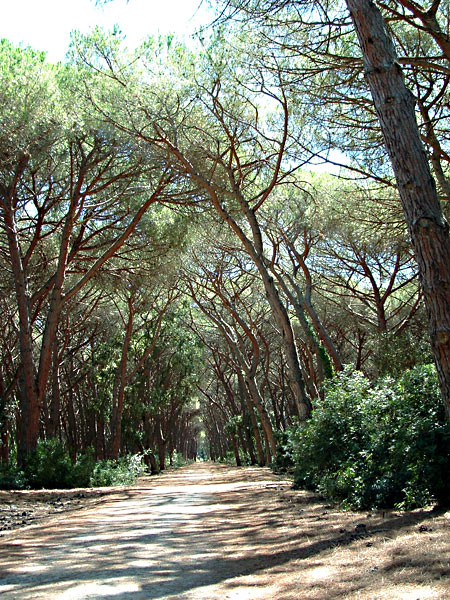
Ciclopedonale forestale della Riserva naturale Duna Feniglia

Numerosi sono i percorsi ciclopedonali nei comuni della Costa D'Argento, adatti a bici stradali e mountain bike. Molte sono le ciclopiste previste o in fase di completamento, i tratti realizzati sono:
Orbetello Scalo-Terrarossa, di 5,1 km, tratto pianeggiante che costeggia la laguna di Ponente raggiungendo la località di Terrarossa dopo aver percorso la diga Leopoldina fino al confine del comune di Monte Argentario.
Terrarossa-Feniglia-Porto Ercole, di 4 km, da Terrarossa, in continuità con la tratta da Orbetello Scalo a Terrarossa, il percorso costeggia la laguna di Levante fino all’incrocio con la Feniglia, per poi salire verso Poggio Pertuso e scendere a Porto Ercole.
Terrarossa-Santa Liberata, di 4 km, da Terrarossa, in continuità con il percorso Orbetello Scalo Terrarossa, si dirama in direzione Porto Santo Stefano, raggiungendo il canale di Santa Liberata dove inizia il tombolo della Giannella.
Ciclopedonale forestale della Feniglia, di 6,2 km, è uno sterrato compatto quasi interamente pianeggiante che attraversa la Riserva naturale Duna Feniglia fino ad Ansedonia..
Ansedonia-Orbetello Scalo, di 7,2 km, completa il giro della laguna di Levante fino a Orbetello Scalo, alcuni brevi tratti sono aperti al traffico.
Albinia-Giannella, di 2 km, tratto parziale della futura ciclovia della Giannella. Da Albinia inizia la pista ciclabile di 10,2 km, che raggiunge la zona camping fino alla località Osa.
Porto Santo Stefano-Pozzarello, di 3,2 km, tratta parziale realizzata sul vecchio tracciato, in parte in galleria, della ferrovia dell'Argentario, che raggiungerà Santa Liberata e farà parte della Ciclovia Tirrenica costituendo uno dei due punti estremi della ciclovia trasversale Tirreno-Adriatico.

### Grosseto-Marina di Grosseto

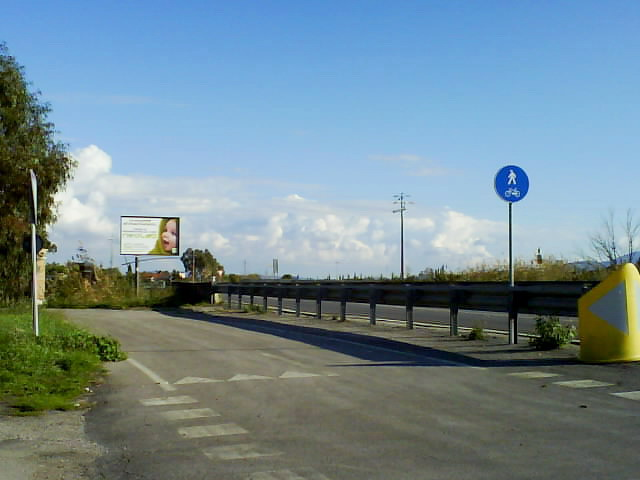
Tratto della Pista ciclabile Grosseto-Marina di Grosseto presso la località di Pingrossino

La pista ciclabile Grosseto-Marina di Grosseto è una pista ciclabile suburbana asfaltata che consente il collegamento tra il capoluogo maremmano e la frazione costiera, dopo un percorso di circa 10 chilometri.
Il percorso, interamente pianeggiante e promiscuo per pedoni e velocipedi, ha inizio presso il parco cittadino di via Giotto, da dove giunge quasi in prossimità dell'ex strada statale 322 delle Collacchie (attuale strada provinciale n. 158) all'estremità sud-occidentale della città e del quartiere di Gorarella. Da questo punto in poi, la pista ciclabile si sviluppa parallelamente alla strada statale, dalla quale viene poi separata dal canale di San Rocco, canale di bonifica che ha origine da una delle ultime anse del fiume Ombrone e sfocia a Marina di Grosseto.
In prossimità della frazione di Principina Terra, il tracciato della ciclopista si discosta da quello della strada per aggirare le case dell'abitato, inoltrandosi verso nord. Proprio presso questa frazione, vi è un incrocio a raso della pista ciclabile con la strada del Poggiale: in questo punto chi percorre la ciclopista deve fermarsi (segnale di stop) per dare la precedenza a chi percorre la suddetta strada. Superato l'incrocio a raso, la pista ciclabile torna parallela alla strada statale, con il tracciato che per alcuni chilometri coincide con l'argine destro del canale, dal quale divergerà soltanto a poche centinaia di metri dalla pineta del Tombolo. Lungo questo tratto, ai bordi della pista vi sono alcune aree di sosta, oltre ad alberi disposti in doppia fila che consentono l'ombreggiatura.
All'inizio della pineta, la pista attraversa a raso la strada statale in prossimità di una rotonda, presso il quale la strada statale volta a destra per Castiglione della Pescaia, venendo affiancata in seguito dalla pista ciclabile Marina di Grosseto-Castiglione della Pescaia lungo l'intero tratto settentrionale della Pineta del Tombolo. La pista ciclabile Grosseto-Marina di Grosseto supera invece il quadrivio proseguendo dritta dopo l'attraversamento a raso. Dopo alcune centinaia di metri viene raggiunto l'abitato di Marina di Grosseto dove termina immettendosi nella viabilità della frazione. Da segnalare che l'ultimo chilometro della ciclopista, dopo l'attraversamento a raso della strada statale che precede il quadrivio, vede il proprio percorso fiancheggiare la sede stradale.

### Castiglione della Pescaia-Bivio di Rocchette
La pista ciclabile Castiglione della Pescaia-Bivio di Rocchette è una pista ciclabile che si sviluppa lungo un tratto litoraneo del comune di Castiglione della Pescaia.
Il percorso, lungo quasi 5 km, è riservato unicamente a velocipedi ed ha inizio nella parte nord-occidentale dell'abitato di Castiglione della Pescaia, in prossimità del piccolo promontorio di Punta Capezzolo.
La pista ciclabile si sviluppa seguendo parallelamente il tratto della ex strada statale 322 delle Collacchie fino ad arrivare a poche centinaia di metri dal bivio per le Rocchette. Il percorso presenta alcuni incroci a raso con strade che conducono ad abitazioni private e a strutture turistiche ricettive; in alcuni punti la ciclopista risulta separata dalla carreggiata stradale da una siepe, mentre in altri vi è inclusa lateralmente, seppur indicata dalla segnaletica orizzontale che la delimita dalla restante sede stradale.
Buona parte del percorso è ombreggiata dagli alberi secolari che costituiscono l'estremità orientale della pineta di Roccamare.

### Marina di Grosseto-Principina a Mare
La pista ciclabile Marina di Grosseto-Principina a Mare è una pista ciclabile asfaltata che collega Marina di Grosseto e Principina a Mare, frazioni del comune di Grosseto.
Il tracciato, interamente pianeggiante e di tipo promiscuo ciclopedonale, ha inizio nella parte meridionale dell'abitato di Marina di Grosseto. Attraverso il tratto meridionale della Pineta del Tombolo si dirige verso sud-est, completamente ombreggiato dagli alti pini secolari.
Dopo circa 2 chilometri di percorso, la pista ciclopedonale raggiunge la frazione di Principina a Mare, dove si immette in viale Tirreno, lungo il quale si raccorda ad altre due piste ciclabili di tipo urbano, che affiancano la sede stradale riservata al transito di autoveicoli, motocicli e ciclomotori.
La viabilità urbana di Marina di Grosseto consente invece il raccordo tra questa pista ciclabile ed altre due ciclopiste: quella per Castiglione della Pescaia e quella per Grosseto.

### Pista ciclabile Portiglioni-Cala Civette
Il percorso non asfaltato (ghiaia e sterrato) in saliscendi, sia ciclabile che pedonale, attraversa le Bandite di Scarlino con caratteri panoramici e naturalistici e conduce alle frequentate spiagge di Cala Martina, Cala Violina e Cala Civette.

### Grosseto est
La pista ciclabile Grosseto est è una pista ciclabile urbana ciclopedonale della città di Grosseto, che collega il quartiere sud con quelli a nord passando dalle zone a est. La pista è lunga circa 14 km e parte dal quartiere Gorarella fino a raggiungere la frazione di Roselle.
La prima tratta della pista è stata realizzata tra il 2009 e il 2010, mentre la seconda, inizialmente prevista per il 2011, è stata completata nel corso del 2012, poiché il cantiere ha subito alcuni ritardi dovuti alle lamentele di alcuni cittadini e alla conseguente modifica del tracciato.
Il primo tratto della ciclabile inizia nella zona di San Giovanni, stessa zona da cui parte anche la pista ciclabile Grosseto-Marina di Grosseto, e percorrendo il viale Einaudi attraversa tutta Gorarella fino a giungere in via Fanfani, portandosi al ponte della ferrovia. Il tracciato continua sotto il ponte fino in piazza Risorgimento, percorre il viale delle Brigate Partigiane, collegando così anche la Cittadella dello Studente, zona centrale che comprende il polo liceale cittadino, numerose scuole e istituti superiori. Infine, il tracciato costeggia viale Mascagni fino a confluire in via Leoncavallo dove si trova un parco pubblico cittadino. Questo tratto è stato realizzato tra il 2009 e il 2010, ed inaugurato il 9 ottobre 2010.
Il secondo tratto della ciclabile continua una volta superato il PEEP Fosso dei Molini attraversando via Grieg e costeggiando piazza Barsanti. Dopo aver oltrepassato la chiesa di San Giuseppe Benedetto Cottolengo, la pista prosegue lungo via Liri, svolta in via Adda, e risalendo via Lago di Varano in direzione nord, raggiunge la piscina comunale e il Villaggio Curiel. Questo tratto è stato completato nel giugno 2012, ed inaugurato ufficialmente il 14 dicembre 2012.
Il tracciato si ferma per un breve tratto nel Villaggio Curiel in via Lago di Garda, per poi riprendere presso il tracciato del canale diversivo in via Lago d'Orta. Il percorso continua poi lungo via Senese fino all'ospedale cittadino, recuperando in parte una vecchia pista ciclabile già presente, e prosegue dal quartiere Sugherella fino al limite urbano della città in località Poggione. Dalla periferia di Grosseto la pista raggiunge la frazione di Roselle, attraversando il centro abitato promiscuamente alla carreggiata, e si conclude dopo circa 3 km al centro visite del sito archeologico rosellano. Questo ultimo tratto del percorso, dopo un'iniziale interruzione dei lavori, è stato ultimato nel 2020.
La pista ciclabile Grosseto est mette in collegamento tra di loro diverse zone cittadine situate a sud, est e nord dell'area urbana:
- Percorso: San Giovanni - Gorarella - Cittadella dello Studente - Alberino - Villaggio Curiel - Sugherella - Poggione - Roselle - Scavi di Roselle

## Altre
Sono presenti percorsi ciclabili o ciclopedonali a carattere escursionistico, di varia lunghezza, all'interno del territorio di numerosi comuni toscani.
Sono presenti anche progetti a vari stadi, dallo studio di fattibilità, alla definizione dei percorsi, fino alla cantierizzazione. In alcuni casi è anche prevista la riqualificazione come pista ciclabile di ferrovie dismesse, fra cui la Pontremolese.

## Critiche e problematiche
L'intero complesso delle ciclovie toscane presenta varie criticità.

### Frammentarietà
Nella regione, pur attraversata da due percorsi europei EuroVelo, definiti da molti anni, la dotazione di ciclovie è frammentaria e sostanzialmente non in rete. La criticità è presente anche a livello provinciale o di grandi aree sub-regionali. Il riferimento alle reti e ai percorsi europei o di altre regioni/province italiane sembra perciò poco concreto.

### Infrastrutture dedicate
Gli standard europei del cicloturismo si basano largamente su infrastrutture dedicate, generalmente piste ciclabili, del tutto o largamente separate dalla viabilità ordinaria e quindi dal traffico motorizzato. 
In molti casi invece si indicano percorsi ed itinerari a traffico promiscuo, tramite l'utilizzo di strade bianche o secondarie (a basso traffico) e al tempo stesso a strade provinciali o nazionali decisamente caratterizzate da intenso traffico, anche di autocarri.

### Altre problematiche presenti
- carente o inesistente segnaletica cicloturistica degli itinerari
- informazione e promozione molto scarsa, poco accessibile al pubblico cicloturistico internazionale
- carente offerta di servizi (ricettività, riparazioni, trasporto ferroviario compatibile ecc.)